# Star Trek: The Next Generation: Klingon Honor Guard
Star Trek: The Next Generation: Klingon Honor Guard è uno sparatutto in prima persona ambientato nel mondo di Star Trek, più precisamente nell'epoca di The Next Generation. Sviluppato da MicroProse nel 1998, è stato il primo titolo ad utilizzare il motore grafico Unreal Engine su licenza.

## Modalità di gioco
Nei panni di un nuovo membro dell'élite di guardie del corpo dell'imperatore Klingon Honor Guard, il nostro obiettivo finale è quello di salvare il cancelliere Gowron. Nei vari livelli di gioco sarà possibile visitare diversi pianeti, astronavi nemiche e stazione spaziali; fra i nemici che incontreremo ci saranno Andoriani, Nausicaani e altri Klingon appartenenti a casate ostili. Le armi a disposizione sono numerose, inclusa la tradizionale spada Klingon Bat'Leth e diversi tipi di armi da fuoco.